# Anton Ottmayer
Anton Vavrinec Ottmayer (maďarsky Antal Ottmayer; 1796, Žilina – ?) byl představitel slovenského biedermeieru, spisovatel a právník.

## Život a dílo
Narodil se jako jeden ze tří synů Karola Ottmayera. V roce 1817 vystudoval právo na univerzitě v Pešti, v letech 1832–1833 zde zastával i post děkana. Byl také jedním z iniciátorů založení Spolku milovníkov reči a literatúry slovenskej v Pešti, kde byl po dobu dvou let jeho aktuárem a jeden rok jeho předsedou. V almanachu Zora publikoval novely: Krajina štesťá, velikosti a umeňá; Mina aneb Tajemná láska; Mathilda aneb Úprimná láska; Žofka a Václav aneb Stála láska. Jeho díla se vyznačují složitou větnou kompozicí, jazykem jeho děl je pak bernolákovština.
Vydal odborné studie z oblasti práva a ekonomicko–právních vztahů v latině (Conspectus et explanatio legum de summaria repositione perlatarum, Pešť, 1825), v nemčině (Wechselgesetzbuch, Budín, 1840) a v maďarčine (Nézetek Magyarhon jövő népnevelése kőrül, Budín, 1848). Byl osobností, které v roce 1841 věnoval ódu i slovenský básník Ján Hollý.
V roce 2016 se stal laureátem slovenského ocenění Genius loci Solnensis (in memoriam).